# Efflatounaria alba
Efflatounaria alba is een zachte koraalsoort uit de familie Xeniidae. De koraalsoort komt uit het geslacht Efflatounaria. Efflatounaria alba werd in 1977 voor het eerst wetenschappelijk beschreven door Verseveldt. 